# Jean Duvieusart
Jean Pierre Duvieusart (10. dubna 1900 – 10. října 1977) byl belgický křesťanskodemokratický politik, představitel dnes již zaniklé belgické Křesťansko-sociální strany (Christelijke Volkspartij – Parti Social Chrétien). Byl premiérem Belgie dva měsíce v roce 1950. Podal demisi v rámci ústavní krize po abdikaci krále Leopolda III. V letech 1947–1950 a 1952–1954 byl ministrem hospodářství. V letech 1964–1965 byl předsedou Evropského parlamentu. V 70. letech Duviesart přešel na pozice valónského nacionalismu, působil ve stranách Rassemblement wallon a Front Démocratique des Bruxellois Francophones.